# Humsko
Humsko je naseljeno mjesto u općini Foči, Republika Srpska, BiH. Popisano je kao samostalno naselje na popisu 1961., a na kasnijim popisima ne pojavljuje se, jer je 1962. skupa s Prvničem spojeno u naselje Godijeno (Sl.list NRBiH, br.47/62). Nalazi se kraj granice s Crnom Gorom, s desne strane rijeke Ćehotine.

## Stanovništvo
| Narod     | Popis 1961. |
| --------- | ----------- |
| Hrvati    |             |
| Muslimani | 76          |
| Srbi      | 56          |
| ostali    | 11          |
| Ukupno    | 143         |